# Mobike
Mobike (кит. 摩拜单车; пиньинь: móbàidānchē), основана ЗАО «Пекинские Мобильные Технологии» (кит. 北京摩拜科技有限公司), является частью системы совместного использования велосипедов со штаб-квартирой, расположенной в Пекине, Китай. Это крупнейший в мире оператор велосипедов (предназначенных для проката), который в декабре 2016 года сделал Шанхай крупнейшим в мире городом по количеству прокатных велосипедов.
В июне 2017 года Mobike привлекла $600 млн субсидии от компании Tencent, в результате чего сбор средств фирмы только в 2017 году составил почти 1 миллиард долларов. В том же месяце компания была оценена в $3 миллиарда.
В апреле 2018 года Mobike была приобретена китайской веб-компанией Meituan-Dianping за 2,7 миллиарда долларов.

## Территория использования

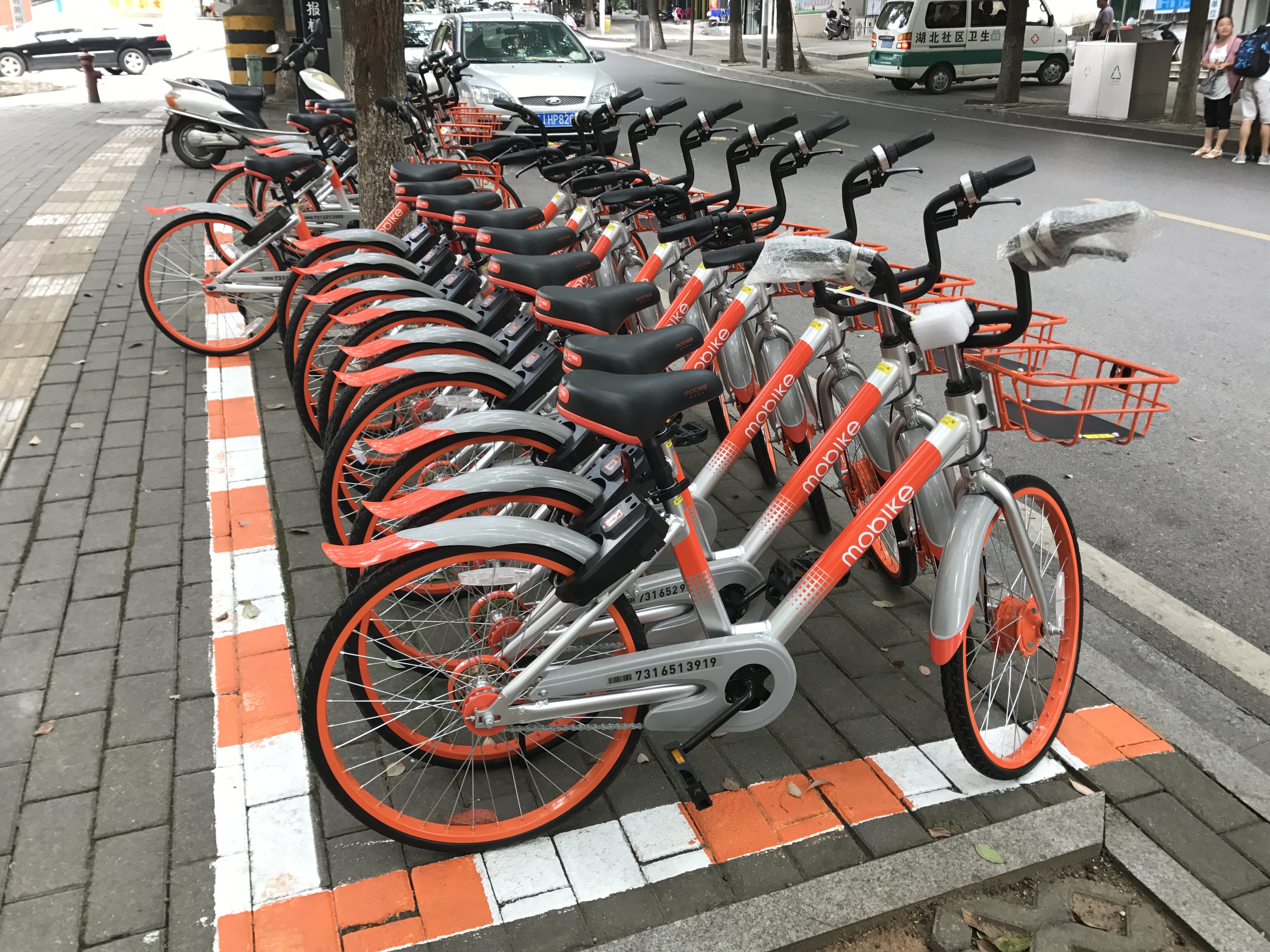
Mobike велосипеды в Хуанган, Хубэй, Китай

В настоящее время Mobike работает в более чем 200 городах мира, включая китайские города, такие как Пекин, Шанхай, Гуанчжоу, Шэньчжэнь, Чэнду, Ланьчжоу, Нинбо, Сямынь, Фошань, Чжухай, Чанша, Хэфэй, Шаньтоу, Хайкоу, Дэян, Наньнин, Гуйян, Сиань, Вэньчжоу, Ухань и многие другие. Эксплуатация в Сингапуре, на первом зарубежном рынке компании, началась 21 марта 2017 года. С тех пор Mobike расширилась и распространилась на территорию 15 стран, включая Китай.

## Зарубежные рынки

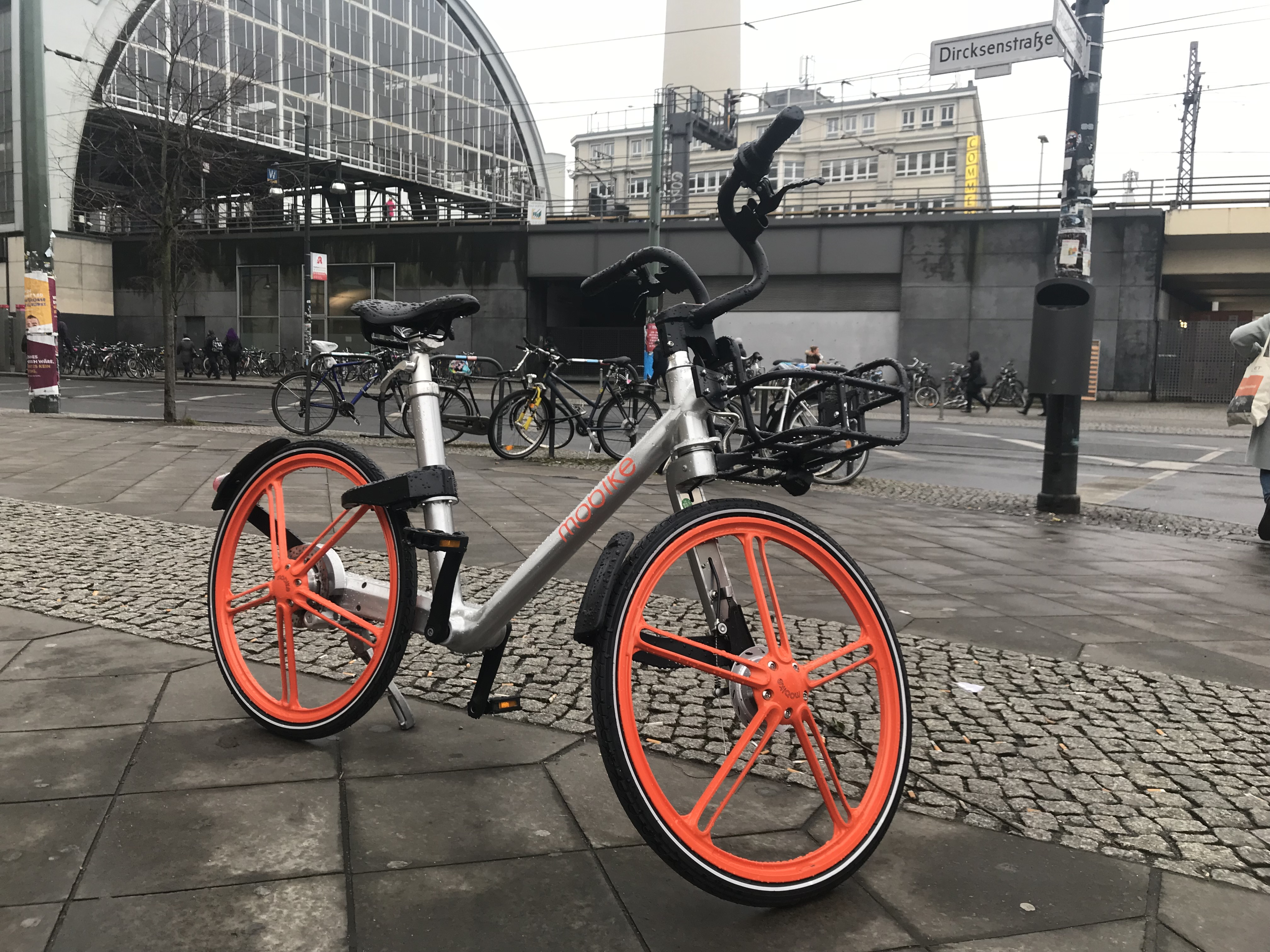
Велосипед Mobike на Александерплац, Берлин

Mobike начала расширять свою деятельность за рубежом в 2017 году. Летом 2017 года, после того, как компания запустила велосипеды в свой 100-й город — Манчестер — в Великобритании, Mobike начала свою деятельность во Флоренции и в Милане в Италии. За этим последовали Лондон в сентябре 2017 года, Сидней в ноябре 2017 и Голд-Кост, Квинсленд в феврале 2018 года. Mobike впервые стартовал в Японии 22 июня 2017 года в городе Фукуока. Mobike официально запущен в Малайзии 6 сентября 2017 года. 20 сентября 2017 года Mobike заработал в Вашингтоне, США, что стало важным шагом для Mobike по расширению своего бизнеса в Северной Америке. 9 ноября 2017 года компания Mobike официально запущена в Роттердаме, Нидерланды. В церемонии открытия приняла участие специальная гостья Хантал Блак (чемпионка мира по велоспорту 2017 года).
В ноябре 2017 года Mobike вывезла все свои велосипеды из Манчестера. Хотя это и привело к слухам о том, что велосипеды убрали из эксплуатации в городе из-за вандализма, в официальном заявлении компании говорится, что велосипеды вернутся в город в рамках нового этапа программы, в которой собираются сконцентрировать зоны действия, где велосипеды можно использовать.
21 ноября 2017 года Mobike начала свою деятельность в Германии, развернув 700 велосипедов в Берлине, что сделало его 200-м городом по всему миру, где можно использовать велосипеды Mobike.
В ноябре 2017 года, Mobike начал свою деятельность в Турине и Бергамо — третий и четвёртый города на итальянском рынке.
В начале 2018 года, Mobike начал свою деятельность в Сантьяго, Чили.
К концу 2017, Mobile сотрудничал с крупнейшим в Японии приложением для обмена мгновенными сообщениями.
В мае 2018 года, Mobike начал свою деятельность в Израиле в таких городах, как Тель-Авив, Реховот и Кирьят-Бялик.

## Особенности конструкции
Согласно описанию, которая составила сама компания, Mobike предназначена для решения проблемы, когда пассажиры из-за относительно большого расстояния не могут дойти пешком до места назначения, но в то же время затраты на такси до этого места не оправдывают себя. Каждый велосипед Mobike идёт в комплекте с интернет-контролируемой блокировкой колес, которая может автоматически разблокироваться, но требует ручной блокировки после использования.
Велосипеды Mobike приводятся в действие электрическим генератором, установленном на заднем колесе для того, чтобы привести замок в действие, или солнечной батареей в некоторых моделях велосипеда. Говорят, что запатентованный дисковый тормоз выдерживает более 10 000 километров езды без сбоев.
Mobike сотрудничает с Qualcomm (используя свой IoT чип MDM9206) и с компанией Gemalto для использования NB IoT технологий с целью обеспечения связи на велосипедах.
Велосипеды Mobike поставляются в двух версиях, которые требуют скан уникального QR-кода для разблокировки.

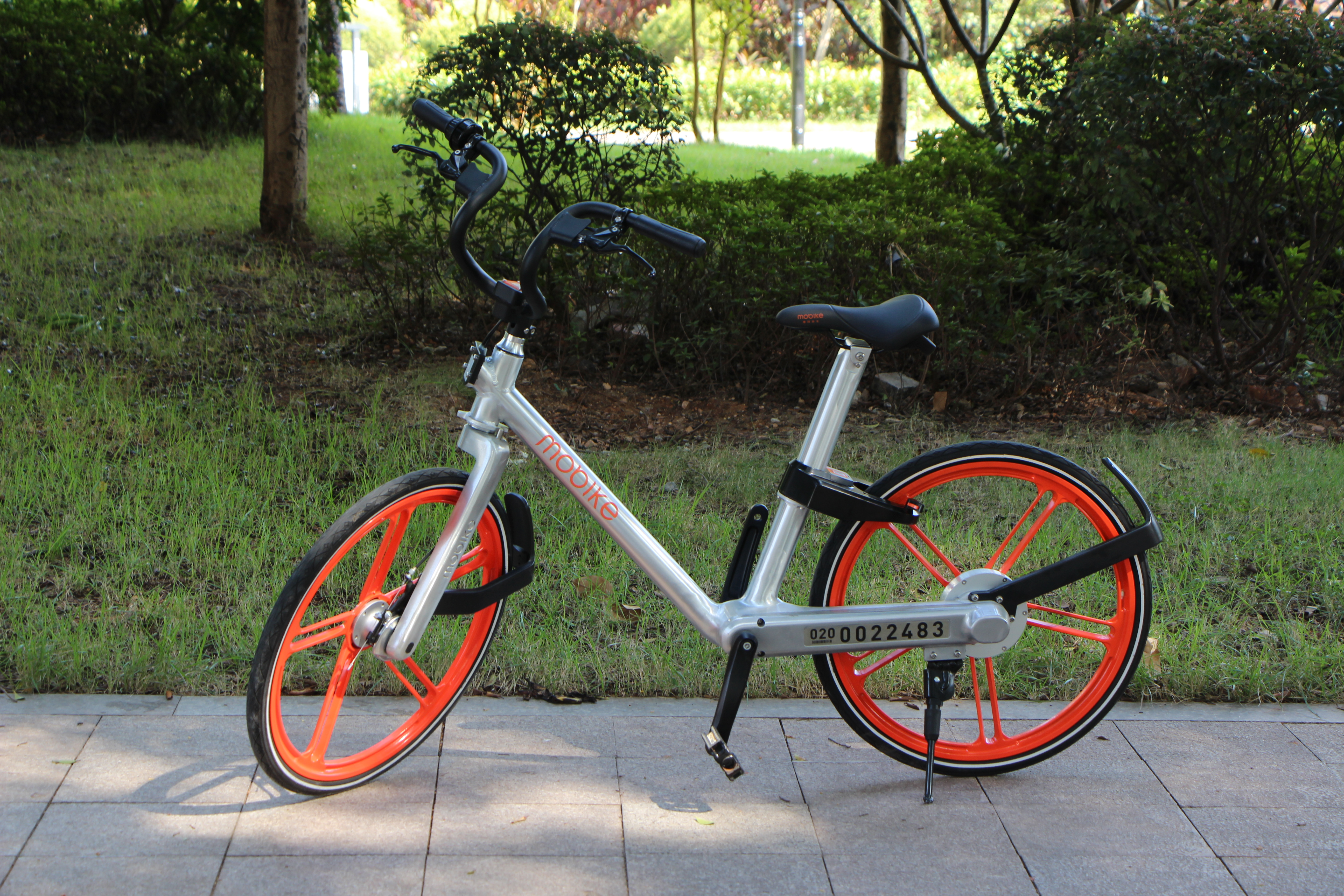
Классический Mobike со своим идентификационным номером. На нём написано «020», что означает: данный велосипед принадлежит Гуанчжоу, провинция Гуандун

### Классический Mobike
Классический Mobike, или «Mobike», — это стандартный вариант велосипедов Mobike. Он имеет полностью алюминиевое, V-образное шасси, проколостойкие шины и систему передачи вала. Вместо обычных проволочных спиц, он использует пять наборов из двух толстых параллельных металлических стержней, расположенных на 72° друг от друга с целью повышения прочности и снижения затрат на техническое обслуживание. Идентификационный номер на каждый велосипед ставится на задней части шасси.
Арендаторы сканируют QR-код, который отображается как на основании руля, так и на смарт-замке.
Чёрная отделка сиденья, руля и замка, оранжевый руль и кузов цвета серебристый металлик.
Некоторые пользователи жаловались на вес и отсутствие велосипедной корзины на этой модели, а также на трудности в сохранении равновесия при первых попытках езды. После этого началась разработка второй версии Mobike Lite.
Стоимость аренды классического Mobike в Китае 1 юань за 30 минут.

### Mobike Lite
Mobike Lite, известный неофициально как «первое поколение», создан для повседневного использования. В его конструкции используются классические 72-градусные спицы Mobike, простые провода и обычный цепной привод для передачи крутящего момента на заднее колесо. Идентификационный номер был перемещён в правую сторону на пластиковой панели, которая защищает цепь. QR-код, который находился на основании руля, переместили на заднее крыло.
Mobike Lite идёт в комплекте с сетчатой металлической корзиной, в которой можно хранить сумки или другие вещи, и имеет солнечную панель, которая питает QR-замок и GPS-трекер. Колёса были окрашены в оранжевый цвет, чтобы можно было легко отличить данную версию от классического Mobike.

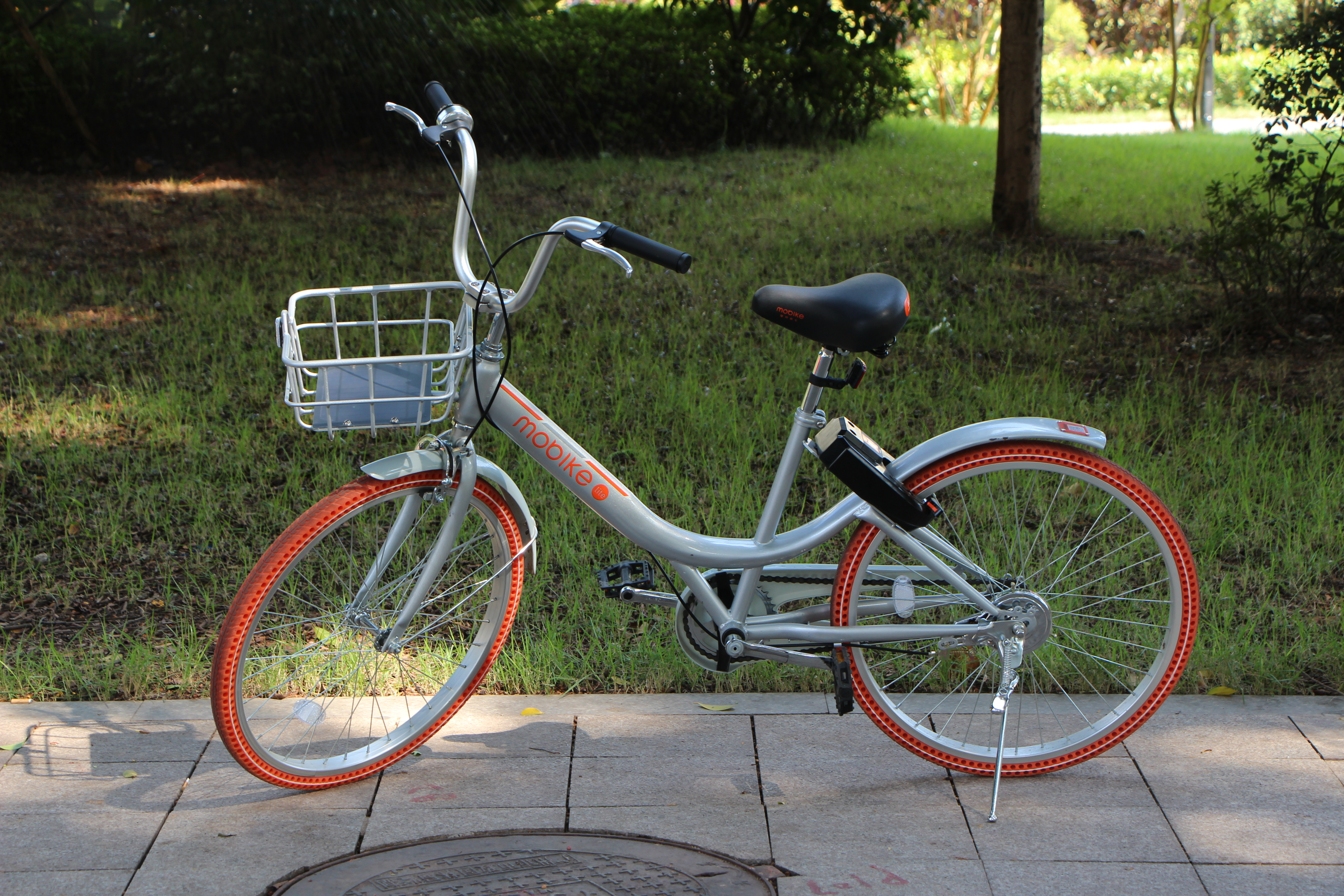
Велосипед Mobike Lite в провинции Гуандун. Обратите внимание на открытую систему передачи

В отличие от классического Mobike, стоимость аренды за Mobike Lite в Китае 0,5 юаней за 30 минут.
Ни классический Mobike, ни Mobike Lite первого поколения не имеют регулируемое сиденье, за что их также критикуют пользователи.

### Второе поколение
Согласно пресс-релизу компании, небольшие партии Mobike второго поколения, как классические, так и версии Lite, были развёрнуты в районах обслуживания. Отчёты показывают, что в конструкции второго поколения велосипедов использовали более прочную алюминиевую подножку, а не как раньше жесткую пластиковую. В том числе, в этой версии были установлены новое регулируемое сиденье и корзина.
Цветовая схема второго поколения Mobile Lite для внутреннего обода изменена на оранжевый, а для шины — на чёрный.

## Доступ

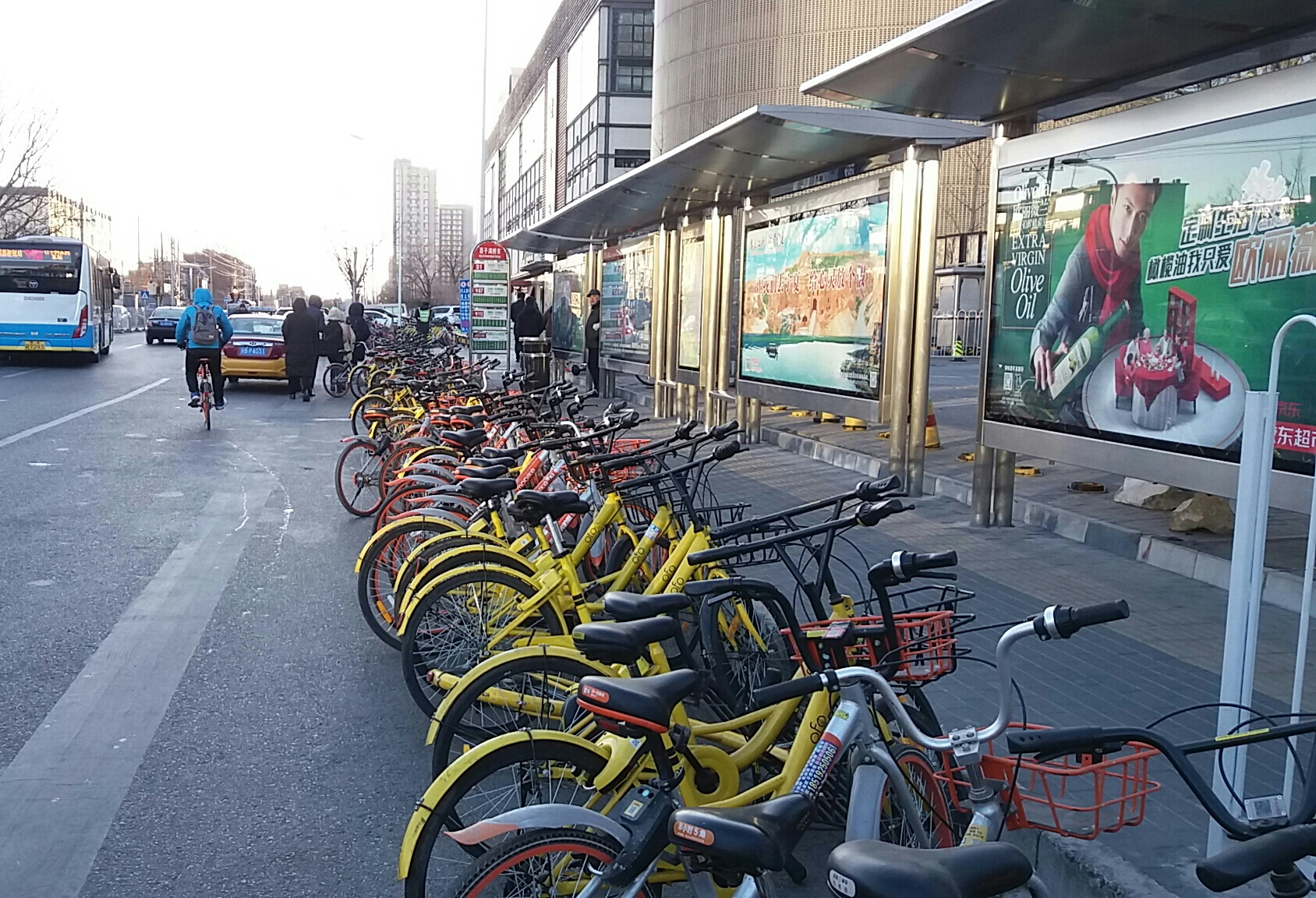
Несколько заблокированных велосипедов на остановке

Доступ к велосипедам Mobike можно получить с помощью специально созданного приложения Mobike, которое требует внести 299 юаней в качестве залога. Каждый пользователь должен зарегистрироваться, используя номер своего мобильного телефона вместе со своим идентификационным номером. Программа автоматически запрещает пользователям младше 14 лет использовать приложение Mobike.
Чтобы использовать велосипед, пользователю нужно нажать на чёрную кнопку, которая вызывает интерфейс сканирования QR-кода, требующий от пользователя поместить QR-код велосипеда в область сканирования. Программное обеспечение будет затем производить низкий тонированный звуковой сигнал, указывающий на успешное сканирование кода. При успешной разблокировке, электронный замок на велосипеде издаст три коротких звуковых сигнала, за которыми последует характерный звук «тук», генерируемый открытием замка. В приложении индикатор выполнения заполнится до 100 % и на короткое время появляется уведомление «успешная разблокировка» (кит. 开锁成功), после чего его заменяет интерфейс аренды времени. Этот интерфейс также записывает пройденное расстояние, потраченное время и энергию, потраченную пользователем при эксплуатации транспортного средства (в калориях), и оранжевый баннер, указывающий номер велосипеда и предполагаемую стоимость его использования. Первые три показателя на интерфейсе будут добавлены к общей стоимости на странице пользователя, в то время как стоимость будет вычтена из учётной записи пользователя. Если через несколько секунд после заполнения полосы до 98 % поездка не началась, то пользователю будет сообщено об ошибке с просьбой повторить попытку или перейти на другой велосипед.

### Баллы Mobike
Мобильное приложение использует систему «мобильный счёт», чтобы отслеживать поведение пользователей. Оценка системы состоит из пяти уровней: превосходный (1000—701), отличный (700—601), хороший (600—501), удовлетворительный (500—301), слабый (300-0). В будущем мобильный счёт пользователей повлияет на тарифы и использование системы. Каждый новый пользователь автоматически начинает с «хорошим» счётом в 550 балла.

#### Правила подсчёта баллов
Пользователи могут получать баллы за различные действия, например, сообщение о любых проблемах с системой, и будут терять очки за действия, которые негативно влияют на использование системы. Пользователи со счетом 100 или ниже увидят, что их аккаунт заблокирован. Если пользователь считает, что его счёт был снижен по ошибке, о проблеме можно сообщить на странице «негативные записи», где сотрудники смогут оценить ситуацию.

## Проблемы

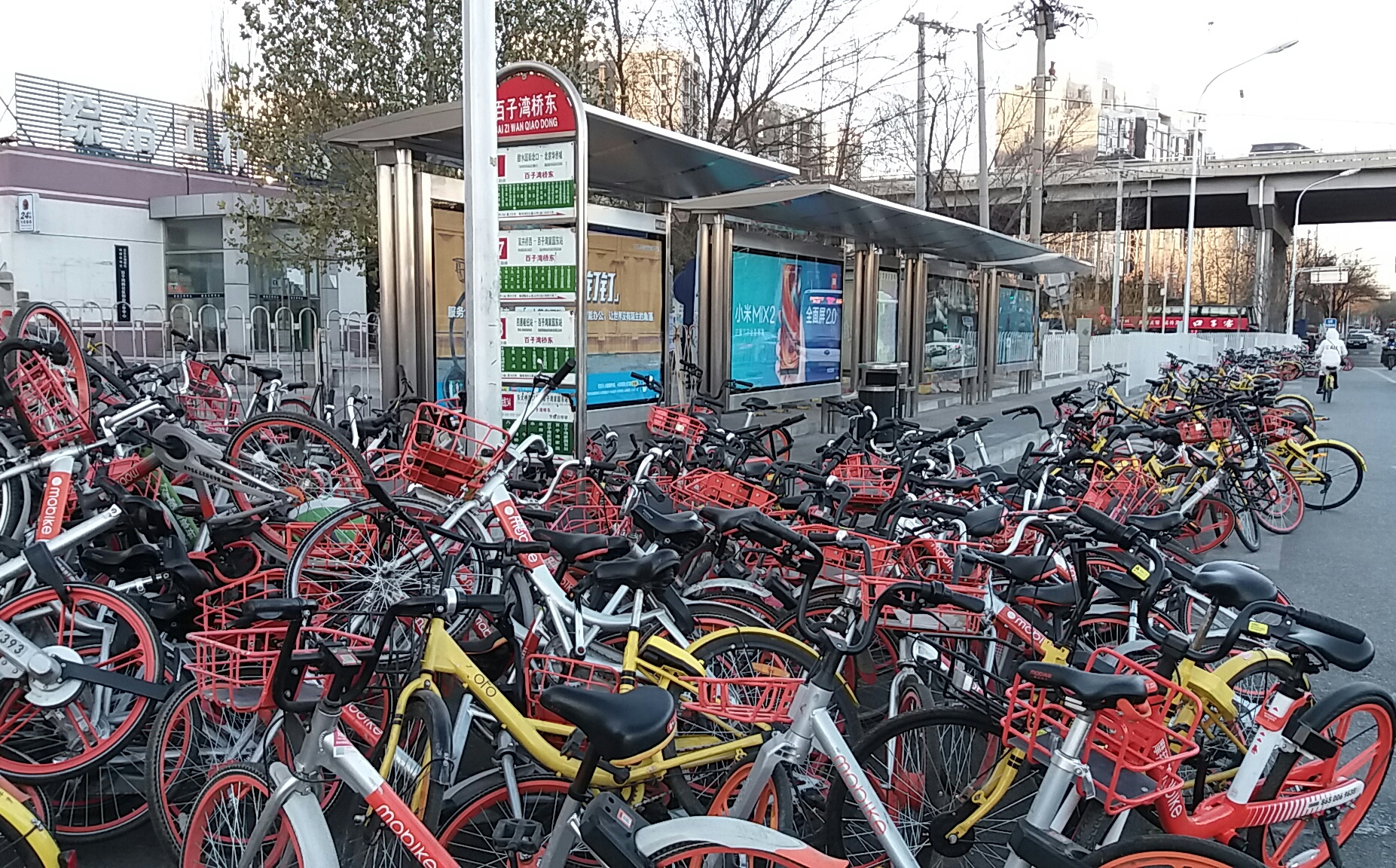
Многие велосипеды Mobike сложены друг на друга в Пекине

На практике велосипеды Mobike имеют несколько проблем. Так, многие пользователи жалуются на проблемы с парковкой, так как нет необходимого количества парковочных мест для данных велосипедов. Это приводит к тому, что пользователи будут складывать свои велосипеды друг на друга, тем самым блокируя дороги и тротуары.
Другая проблема заключается в использовании велосипедов Mobike на внешнем рынке. Использование велосипедов за рубежом значительно отличается от его использования в пределах Китая. Более того, высокая скорость пробоя и высокая цена самих велосипедов способствуют снижению прибыли компании.